# Importància religiosa de Jerusalem

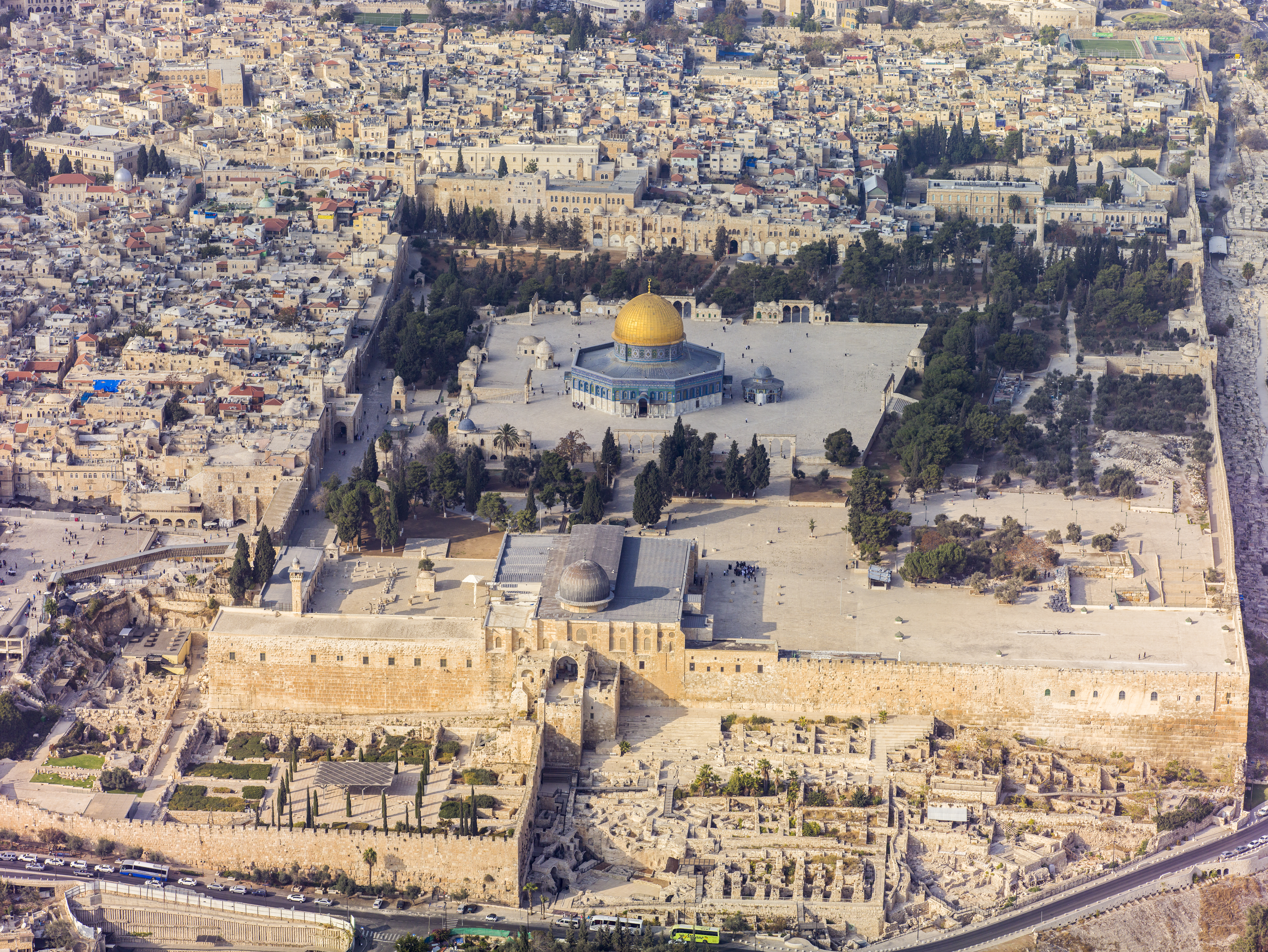
Vista aèria del Mont del Temple, un indret de Jerusalem especialment destacat per diverses tradicions religioses.

La importància religiosa de Jerusalem inclou la seva gran rellevança a les religions abrahàmiques del judaisme, el Cristianisme, i l'islam, que la consideren una ciutat sagrada. Alguns dels indrets més sagrats per aquestes religions es troben a Jerusalem i entre aquests l'indret més compartit per les tradicions és el Mont del Temple.

## Judaisme

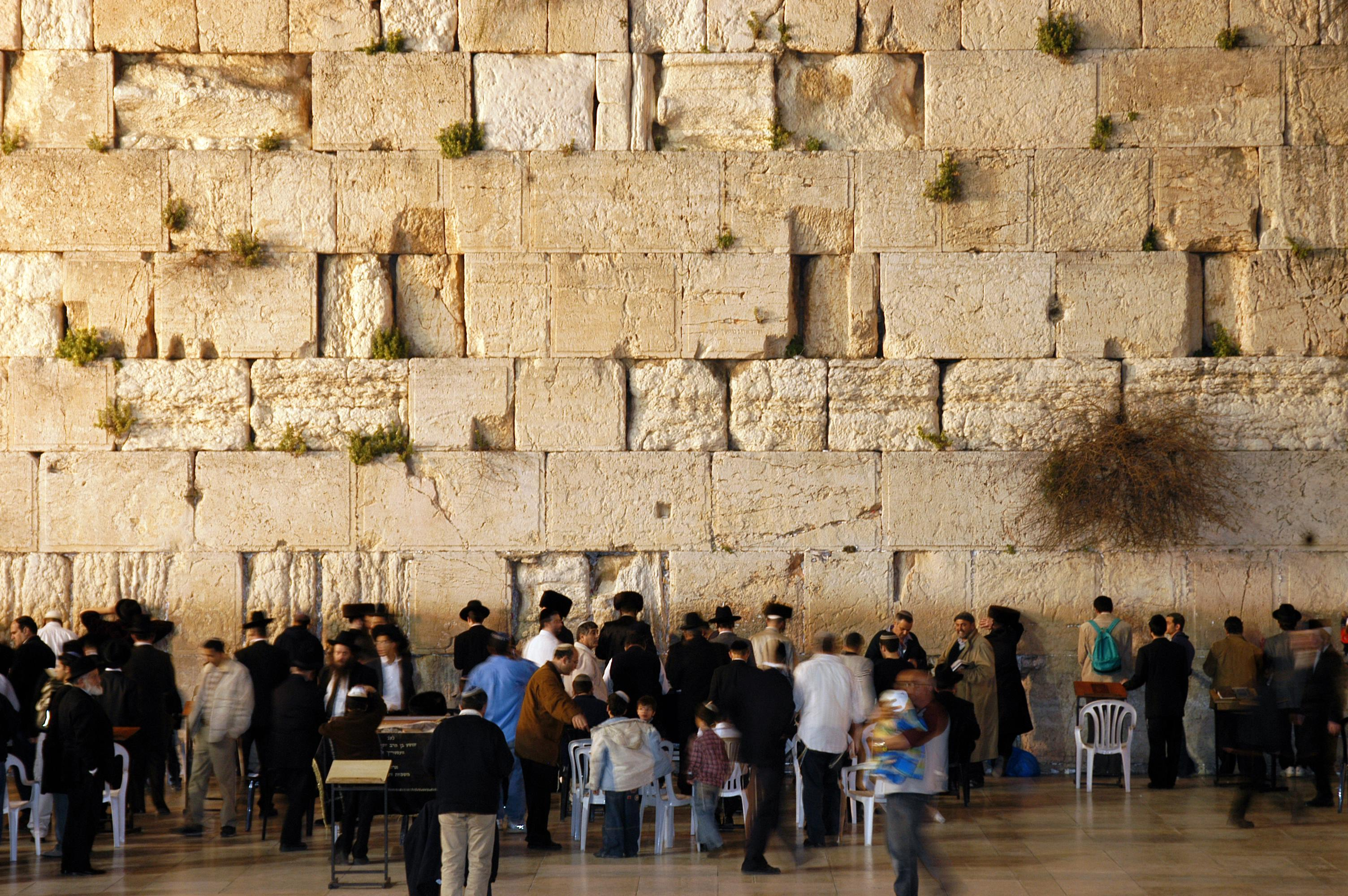
Adoració dels jueus, al mur occidental.

Jerusalem ha estat la ciutat més sagrada del judaisme i la pàtria ancestral i espiritual de les persones jueves des del segle X aC. Durant l'antiguitat clàssica, Jerusalem va ser considerada el centre del món, on residia Déu.
La ciutat de Jerusalem rep un estatus especial a la llei religiosa jueva. En concret, els jueus de fora de Jerusalem preguen en la seva direcció, i productes com el maaser sheni, el revai i les Primeres Fruites s'han de menjar a Jerusalem. Qualsevol expansió de la ciutat per aquests propòsits ha de ser aprovada pel Sanedrí. A més, quan hi havia el Temple de Jerusalem, Jerusalem va observar lleis especials pel que fa a les Quatre espècies del Sukkot, i el Xofar del Roix ha-Xanà.
Durant molt de temps Jerusalem ha estat marcada per la consciència religiosa jueva. Els jueus han estudiat i personalitzat la lluita del rei David per capturar Jerusalem i el seu desig de construir el Temple de Jerusalem, com es descriu al Llibres de Samuel i al Llibre dels Salms. Molts dels anhels del rei David han estat adaptats a cançons i oracions populars.
Jerusalem Apareix 669 vegades al Tanakh (Bíblia hebrea) i Zion (que normalment significa Jerusalem, i de vegades la Terra d'Israel) apareix 154 cops. La primera secció, el Torah, només esmenta Moriah, la serralada que es creu que va ser l'indret del sacrifici d'Isaac i el Mont del Temple de Jerusalem, i més endavant del Tanakh la ciutat s'escriu explícitament. El Tanakh o Antic Testament és un text sagrat tant pel judaisme com del cristianisme. Al judaisme es considera la Llei Escrita, la base per la Llei Oral (Mixnà, Talmud i Xulhan Arukh) que els jueus estudien, practiquen i han preservat durant tres mil·lennis. El Talmud cus en profunditat la connexió jueva amb la ciutat.
Segons la Bíblia hebrea, el Primer Temple, al lloc conegut com el Mont de Temple, va ser construït pel rei Solomó i acabat el 950 aC, i al Mont Moriah és on Abraham gairebé sacrifica el seu fill i parla amb Déu. Quan els babilonis van capturar la ciutat el dins 580 aC, van destruir el temple i va enviar els jueus a l'exili. Fins aquell moment tot es feia al temple. La captura babilònica va portar a codificar el judaisme. El Tanakh (Antic Testament) va establir les bases del Cristianisme i l'Islam.

## Cristianisme

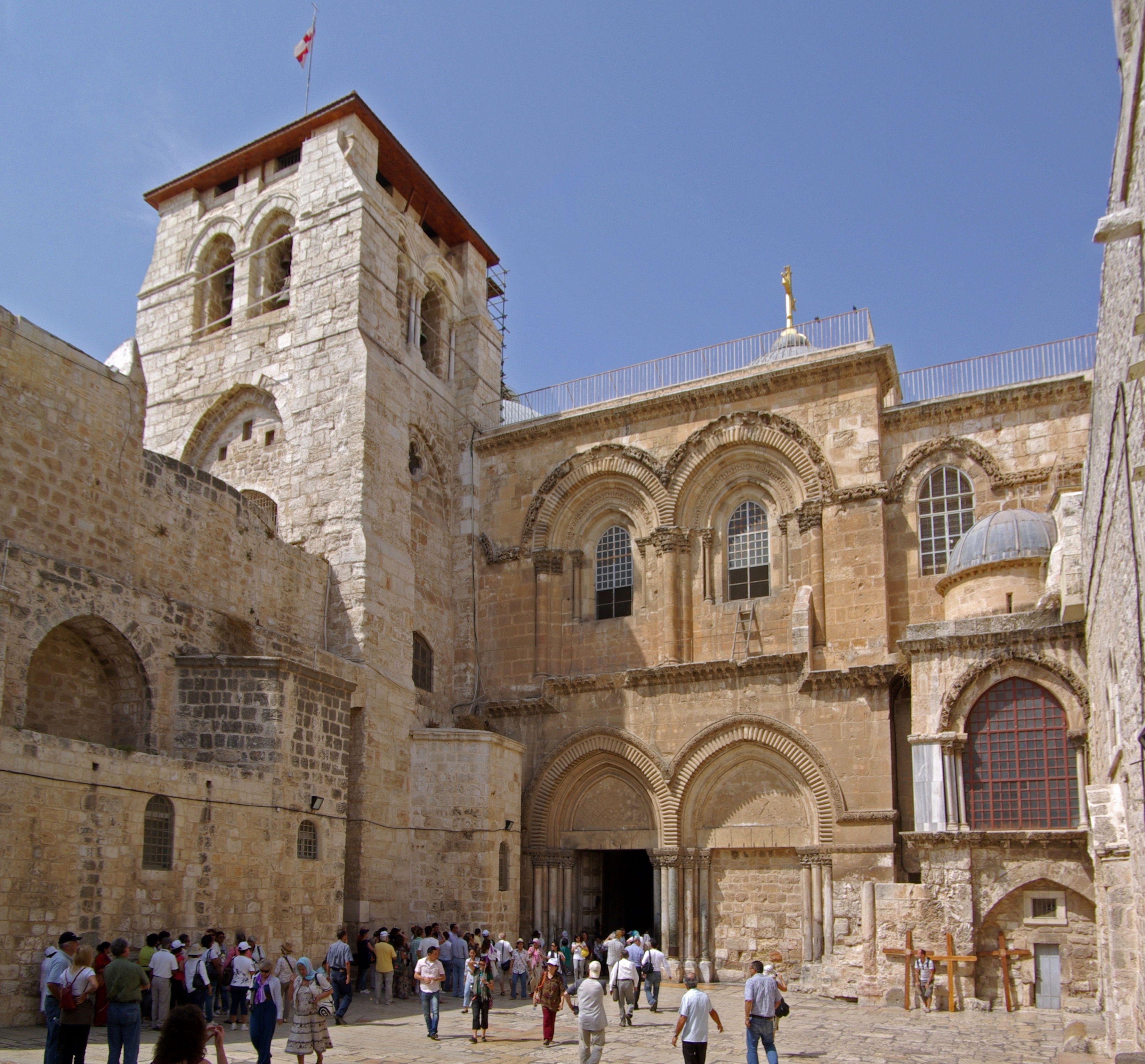
Entrada principal de l'Església del Sant Sepulcre

En la tradició cristiana, Jerusalem és un indret important en la vida de Jesús, a més del seu pes en l'Antic Testament. Jerusalem és el lloc on Jesús va ser portat quan era un nen, per ser presentat al Temple (Lluc 2:22) i per assistir a les festes de la Pasqua (Lluc 2:41). Segons l'Evangeli, Jesús va predicar i va fer miracles a Jerusalem, i va passar pels tribunals de Temple. Hi ha també un relat de Jesús "netejant" el Temple, expulsant diversos comerciants del recinte sagrat (Marc 11:15). Al final de cada Evangeli, hi ha el relat de Jesús al Sant Sopar en una "habitació superior" de Jerusalem, el seu arrest a Getsemaní, el seu judici, la crucifixió al Gòlgota, el seu enterrament i la seva resurrecció i ascensió.
Els primers cristians va ser marginats i feien servir el símbol del peix per reconèixer-se els uns als altres per evitar ser assassinats o reprimits pel fet de ser cristians durant la dominació romana. El cristianisme es popularitzà progressivament, però la seva expansió va fer un salt quan l'emperador Constantí va rconèixer el Cristianisme com la seva religió i, per tant, la de tot l'Imperi Romà. La importància de Jerusalem pel cristianisme és principalment perquè és la ciutat on Jesús va ser portat quan era nen, va predicar al poble quan era adult, fou crucificat al final de la vida i ressuscitat per Déu. Es diu que l'Església del Sant Sepulcre està construïda sobre la ubicació on Jesús fou crucificat i la tomba on fou enterrat.
En el cristianisme, la connexió jueva amb la ciutat és considerada com la relació de Déu amb el seu poble escollit amb qui establí l'Aliança i el preludi essencial dels fets narrats al Nou Testament, incloent els dos manaments universals amb què Jesús resumeix els Deu manaments. A l'època medieval, els cristians pensaven que Jerusalem era el centre del món (llatí: umbilicus mundi, grec: Omphalos), i representaven la ciutat al centre del Mapa T-O, Els himnes romans d'Orient parlen de la Creu "plantada al centre de la terra", i l'imaginari lligat al concepte de la mort i resurrecció de Jesús en benefici de tota la humanitat. Els mapes medievals d'Europa normalment la situaven al nord-est, i servia per orientar el mapa amb la brúixola.

## Islam

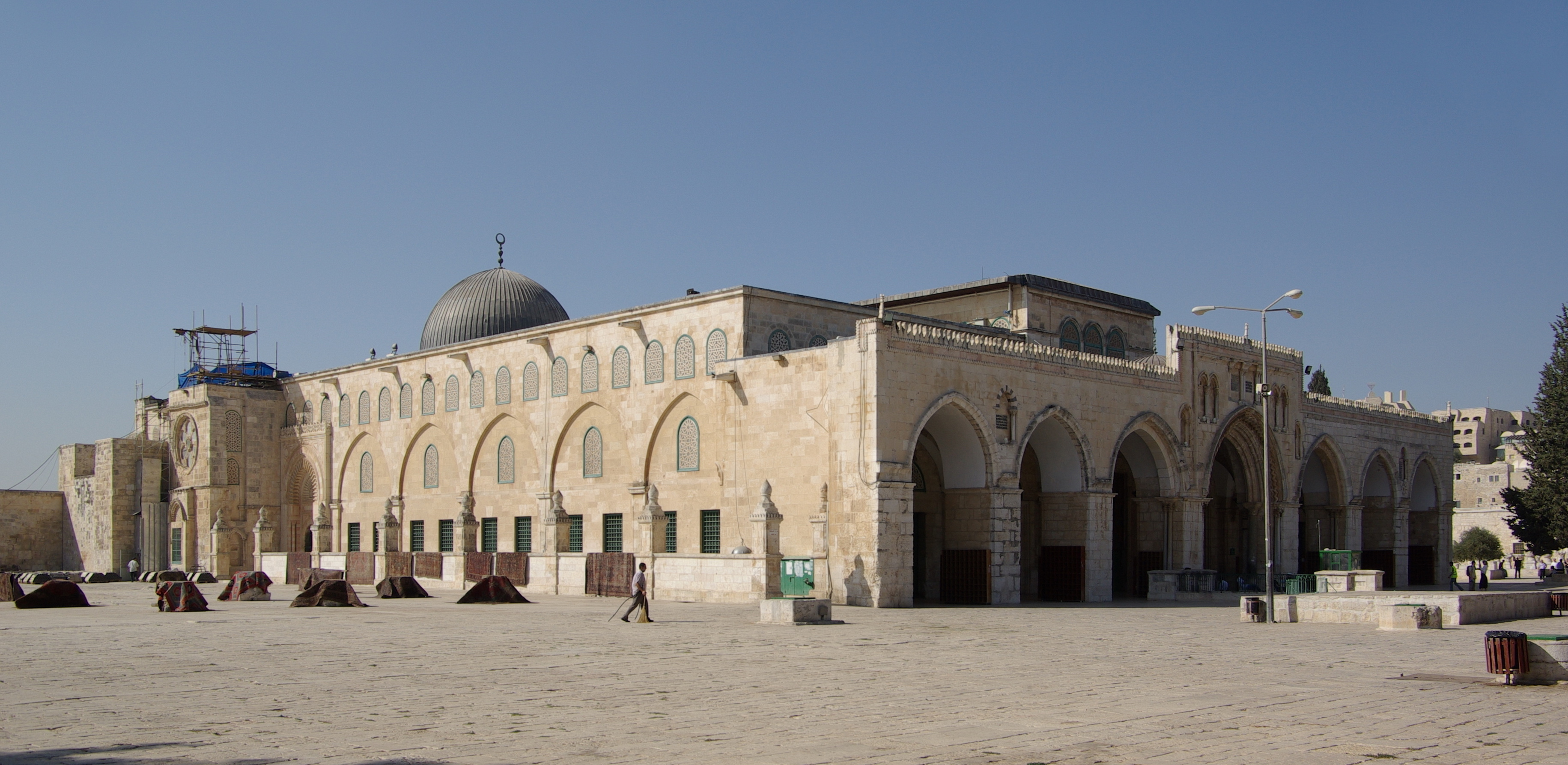
Mesquita d'Al-Aqsa

Jerusalem es considera un lloc sagrat en la tradició islàmica, juntament amb La Meca i Medina. La tradició islàmica sosté que els profetes anteriors estaven associats amb la ciutat, i que el profeta Muhammad va visitar la ciutat en un viatge nocturn (Isra i Mi'raj). Per això va ser la primera Qibla (direcció de l'oració) pels musulmans i el profeta Muhammad va designar l'Al-Aqsa per anar en pelegrinatge.
Nascut el 570, els musulmans veuen a Muhammad com un missatger per Déu. Va reformar la perspectiva que Déu havia de ser adorat a través de l'oració, recitant els missatges del Déu i només a Déu. Muhammad es va declarar l'últim profeta de les religions judaico-cristianes i va fundar una tercera religió: l'Islam. La cúpula de la Roca és un santuari sagrat islàmic a Jerusalem, construït sobre la muntanya del Temple. Els musulmans creuen que des d'allà Mahoma va ascendir al cel i se li va donar el segon pilar de Islam, el de pregar cinc vegades al dia a Allah. La cúpula de la Roca està influenciada per l'arquitectura cristiana romana d'Orient.
Part de Jerusalem la importància i santedat que els musulmans atribueixen a Jerusalem deriva de la forta associació amb Abraham, David, Solomó, i Jesús. Són tots considerats Profetes a l'islam i les seves històries són esmentades a l'Alcorà.
Jerusalem va ser la primera qibla (direcció d'oració) dels Musulmans. Mentre els musulmans estaven a La Meca, i també a Medina, pregaven cap a Jerusalem. Les primeres mesquites de Medina van ser construïdes per fer front a Jerusalem. El 625, el qibla va ser canviat a Kaaba de La Meca.
Després de Mahoma, molts dels seus companys van viure en Jerusalem, i després de la seva mort van ser enterrats allà.

## Mandeisme
El Mandeisme és una antiga religió gnòstica no cristiana que fou significativa en nombre de fidels però que al segle XXI és un petit grup que es troba principalment en parts d'Iraq i el sud de l'Iran. En aquesta tradició Jerusalem es considera una ciutat de maldat, dedicada al Déu del judaisme, que anomenen Adunay (Adonai) o Yurba (possiblement YHWH) i consideren que és un esperit malvat. Segons el seu llibre sagrat més llarg, el Ginza Rba (15.11), es diu que Jerusalem va néixer com a resultat de la unió incestuosa dels set planetes amb la seva mare Ruha d-Qudsha, que significa Esperit Sant. Per això consideraven que a Jerusalem no es podia pronunciar el nom de Déu. No obstant, en altres escrits també apuntaven que la ciutat havia estat construïda per Salomó d'Israel. Tanmateix, Yahya o Joan Baptista, que és una figura important en aquesta creença, es considera que havia nascut a Jerusalem.